# Angrobia dyeriana
Angrobia dyeriana é uma espécie de gastrópode  da família Hydrobiidae.
É endémica da Austrália.